# 파블로 데 사라사테

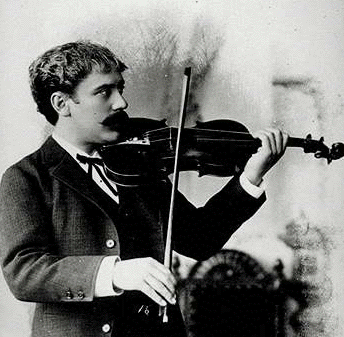
사라사테

파블로 데 사라사테(스페인어: Pablo de Sarasate, 문화어: 빠블로 데 싸라싸떼, 1844년 3월 10일 ~ 1908년 9월 20일)는 스페인의 바이올린 연주자이자 작곡가이다. 19세기 시대 가장 뛰어난 바이올리니스트 가운데 한 사람이다.

## 일생
사라사테는 스페인의 팜플로나에서 출생해, 마드리드에서 음악공부를 받고, 1856년 여왕 이사벨라 2세와 나바라  장학금으로 파리 음악원에 입학하여 알라르 문하에서 사사하였다. 어린 시절이던 1859년부터 관중들 앞에서 연주한 그는 1860년 프랑스 파리 무대에 정식 데뷔했고 이듬해인 1861년에는 영국 런던에서 데뷔했다. 그는 유럽 각지와 남, 북아메리카에 걸친 대 연주여행을 하여 성공을 거두고, 파가니니(1782∼1840) 이래의 바이올린의 대가로서 명성을 떨쳤다. 1870년에 그는 다시 파리로 돌아와 활발한 연주 활동을 계속하였다. 프랑스의 작곡가 랄로는 그의 최초의 '바이올린 협주곡 1번' 과 '스페인 교향곡'을 그에게 헌정하였고 생상스도 '서주와 론도 카프리치오소'를, 독일의 작곡가 브루흐(1838∼1920)도 '바이올린 협주곡 제2번' 과 '스코틀랜드 환상곡'을 그를 위해 썼다. 폭넓은 비브라토와 개성적인 리듬의 연주는 세계 여러 나라의 청중들을 열광시켰다. 그의 작품은 주로 바이올린 곡으로서 <치고이너바이젠>, <카르멘 환상곡>, <에스파냐 무곡> 등의 명곡이 있다.

## 사라사테의 작품 목록
- 카르멘 환상곡 Op.25 (1840년)
- 스페인 무곡 Op.21,22,23,26
- 치고이너바이젠 Op.20
- 베르디 '운명의 힘' 주제의 의한 연주회용 환상곡 Op.1
- 로시니의 대한 경의 Op.2
- 브와엘디외 '백색의 숙녀' 주제의 의한 환상곡 Op.3
- 꿈 Op.4
- 구노 ‘로미오와 줄리엣’ 주제의 의한 연주회용 환상곡 Op.5
- 구노 ‘미레이으’ 주제의 의한 기상곡 Op.6
- 확신 - 무언가(無言歌) Op.7
- 도몽의 추억 Op.8